# Mir-Hosein Musavi
Mir-Hosein Musavi (Khāmeneh, 29 settembre 1941) è un politico iraniano, primo ministro dal 1981 al 1989.
Di cultura azera, riformista conservatore, pittore e architetto, Mir-Hosein Musavi Khāmeneh (in persiano میرحسین موسوی خامنه‎) è stato primo ministro iraniano nel quinto e ultimo governo della Repubblica islamica d'Iran, dal 1981 al 1989. Musavi è attualmente presidente dell'Accademia Iraniana delle Arti ed è stato candidato nelle elezioni presidenziali del 2009, risultando sconfitto da Mahmud Ahmadinejad in un'elezione la cui regolarità è stata contestata da molti osservatori, nazionali e internazionali.
È stato l'ultimo primo ministro iraniano prima del referendum costituzionale iraniano del 1989 che ha abolito la carica di Primo ministro. Prima di ciò, è stato ministro degli Affari Esteri. È anche membro del Consiglio per il Discernimento e del Consiglio Supremo della Rivoluzione Culturale. Tuttavia, dal 2009, non ha partecipato alle sue riunioni per un lungo periodo di tempo, cosa che è stata interpretata dagli analisti politici e dai commentatori come un segno della sua contrarietà all'operato del Consiglio. Musavi ha ottenuto un master in Architettura nell'Università del martire Beheshti. Nei primi anni della rivoluzione islamica, Musavi fu direttore del quotidiano ufficiale del Partito della Repubblica Islamica, il Jomhouri-e Eslami (Repubblica Islamica).
Nonostante il suo coinvolgimento col regime negli anni '80, dagli anni 2010 è stato messo agli arresti domiciliari ed emarginato per la sua opposizione ad Ali Khamenei e la vicinanza al Movimento Verde.

## Gioventù e carriera
Mir-Hosein Musavi è nato il 29 settembre 1941 a Khameneh, Azarbaijan orientale (Iran) da Mir-Esma'il Musavi (in persiano میراسماعیل موسوی‎), un mercante di Tabriz.
In seguito al diploma preso al termine delle scuole superiori, Musavi si trasferì a Tehran nel 1958. Nell'Università Nazionale di Tehran (ora Università del martire Beheshti, in persiano دانشگاه شهید بهشتی‎, Dāneshgāh Shahīd Beheshtī), seguì i corsi di Architettura e si laureò nel 1969. Più tardi, nel 1983, Musavi si specializzò in Architettura islamica classica.
Musavi è sposato con Zahra Rahnavard, specializzata in arte scultorea e che fu tra gli studenti di Ali Shariati, per diventare in seguito rettore della Università femminile [Fātmeh] al-Zahra di Tehran e consigliere politico dell'ex presidente iraniano Mohammad Khatami.

Attualmente si trova agli arresti domiciliari con la moglie, così come Mehdi Karrubi.

## Premiership
Mir-Hosein Musavi, che ha una reputazione di "onestà, semplicità e di legame con le masse", è stato Primo Ministro tra il 31 ottobre 1981 e il 3 agosto 1989, sotto la presidenza di Ali Khamenei. È rispettato da numerosi iraniani. Alcuni analisti ne hanno lodato le capacità economiche e ricordano la sua capacità di difesa del suo Paese nel corso della guerra Iran-Iraq, combattuta durante il suo premierato. È anche apprezzato per i suoi sforzi di evitare l'isolamento internazionale dell'Iran.
Musavi ha anche positivamente sperimentato, mentre era Primo Ministro, un approccio economico basato sulla distribuzione di coupon/voucher grazie ai quali la popolazione ha potuto usufruire di beni di prima necessità durante il conflitto con l'Iraq di Saddam Hussein, allorché l'economia dell'Iran si era indebolita a causa delle sanzioni internazionali, imposte ai due belligeranti dalle potenze occidentali.
È arduo qualificare Musavi come un coerente campione di liberalismo, dal momento che ha condiviso in pieno la politica dell'Ayatollah Khomeyni, ivi compresa la prolungata presa di ostaggi statunitensi del 1979 all'interno dell'Ambasciata USA, affermando che essa era stata "utile agli obiettivi della Rivoluzione Islamica".
In un'intervista col New York Times del 1981 dichiarò: «è stato dopo di ciò che abbiamo riscoperto la nostra autentica identità islamica».

Di fatto Musavi ha raggiunto i ranghi dei cosiddetti "riformisti" (ovviamente all'interno dello schieramento clericale che domina il paese) solo alla fine degli anni novanta, contribuendo attivamente alla campagna elettorale presidenziale del 1997 di Mohammad Khatami, dopo un lungo periodo in cui s'era tenuto lontano dalla vita politica attiva, a ciò indotto dalla sostanziale disgrazia politica nella quale era caduto e che lo aveva convinto dell'opportunità di tornare alla sua professione di architetto e all'insegnamento.

### Ruolo presunto nel massacro del 1988
Non è chiaro il ruolo da lui svolto, era l'allora Primo Ministro, nell'eliminazione nel 1988 di circa 33.000 prigionieri politici detenuti nelle carceri iraniane. In un incontro con studenti universitari iraniani nel corso della sua campagna elettorale nel giugno 2009, si è rifiutato di rispondere alle insistenti richieste dei giovani che volevano sapere come mai egli non avesse voluto o saputo impedire un simile crimine. Lo stesso Consiglio Nazionale della Resistenza Iraniana in esilio lo considera come uno dei corresponsabili del massacro.

## Dal 1997 al 2004
Musavi rifiutò di concorrere alle elezioni presidenziali del 1997, che portarono i cosiddetti "riformisti" a candidare l'allora poco noto chierico Mohammad Khatami, che fu eletto con un largo seguito di voti. Una delle tattiche memorabili della campagna elettorale presidenziale del 1997 fu quella di proporre sui manifesti l'immagine di Khatami accanto a quella di Musavi e del sostegno dato da quest'ultimo a Khatami: cosa che sembrò ai commentatori come una delle principali cause del perché le classi lavoratrici appoggiarono Khatami. La moglie di Musavi, Zahra Rahnavard, spiegò in un'intervista che la ragione per cui suo marito non avrebbe partecipato alle elezioni del 1997 dipendeva da alcuni interventi scoraggianti rivoltigli da "alti funzionari" che facevano riferimento alla Guida Suprema Ali Khamenei e/o all'allora Presidente della Repubblica Ali Akbar Hashemi Rafsanjani. Durante il mandato di Khatami, Musavi operò come consigliere anziano del Presidente della Repubblica.
Musavi fu considerato come il candidato di riferimento dell'alleanza "riformista" per partecipare alle elezioni presidenziali del 2005. Tuttavia, il 12 ottobre 2004, declinò ufficialmente la proposta dopo un incontro con il Presidente Mohammad Khatami e con due altri importanti membri della moderata Società dei Chierici Militanti (Majmaʿ-e Rowhāniyūn-e Mobārez), Mehdi Karrubi e Mohammad Musavi-Khoiniha.

## Elezioni presidenziali del 2009
Dopo 20 anni di silenzio politico, il 9 marzo 2009 Musavi annunciò la sua intenzione di correre alle elezioni presidenziali, suscitando l'entusiastico consenso di chi ne ricordava ancora con favore l'azione politica e amministrativa espressa all'epoca in cui era stato Primo Ministro. La sua intenzione di partecipare alla contesa in giugno è stata accolta in modo addirittura entusiastico dai sindacati, dalle associazioni dei lavoratori, dagli addetti del settore agricolo di ogni orientamento all'interno del ristretto quadro politico iraniano e delle classi operaie iraniane che sentivano di essere state trascurate per troppo tempo dalle differenti amministrazioni al potere. Anche l'Associazione delle Donne della Repubblica Islamica lo sostenne durante le elezioni.
Musavi è anche ricordato positivamente da molti Iraniani per come condusse il Paese durante il conflitto che l'Iraq aveva scatenato contro l'Iran (1980-1988) e per la sua buona conduzione generale per portare l'Iran fuori dai suoi crescenti problemi economici.
Musavi ha affermato che i suoi principali obiettivi erano: l'istituzionalizzazione della giustizia sociale, la realizzazione di un'autentica uguaglianza fra i cittadini e dell'onestà, la libertà di espressione, per espellere gli agenti patogeni della corruzione dalla società iraniana e per accelerare l'applicazione della privatizzazione dell'economia dell'Iran, al momento stagnante, e così allontanare l'Iran da quella che chiama "un'economia basata sulla carità". Musavi lanciava una seria sfida riformista al rigido establishment politico del Paese e al Presidente conservatore Mahmud Ahmadinejad che stesso criticava per la sua inettitudine manageriale economica, affermando che quando l'Iran "poteva profittare degli alti prezzi raggiunti dal petrolio, (Ahmadinejad) si comportava come se il contesto fosse stato quello del calo dei prezzi".
I riformisti iraniani, favorevoli al rafforzamento dei legami dell'Iran con l'Occidente e che assistevano a un timido indebolimento delle restrizioni sociali in patria, vedevano Musavi come un'alternativa concreta al Presidente conservatore Mahmud Ahmadinejad e credevano che quest'ultimo stesse perdendo la sua popolarità anche tra i conservatori a causa della sua cattiva gestione della situazione economica iraniana, della sua limitazione delle libertà civili e della sua pericolosa linea politica internazionale. Alcuni Iraniani credevano che la sua retorica senza compromessi, ostile a gli Stati Uniti e a Israele avesse accresciuto l'isolamento internazionale dell'Iran e danneggiato la posizione dell'Iran nel mondo.
Il 16 marzo 2009, l'ex Presidente iraniano Khatami rinunciò a candidarsi alle elezioni presidenziali per sostenere Mir-Hosein Musavi.

### Obiettivi per il mandato presidenziale
Musavi ha in numerose occasioni indicato la sua volontà di cambiare la Costituzione e di rimuovere così l'attuale divieto di acquisto da parte del capitale privato delle stazioni televisive (attualmente tutte le stazioni televisive iraniane sono di proprietà statale), come pure di trasferire il controllo delle forze di polizia al Presidente (dal momento che esse rappresentano il popolo e che il popolo elegge direttamente il Presidente tramite voto popolare), togliendole al controllo della Guida Suprema. Musavi ha dichiarato che "Il problema dell'osservanza delle norme e delle regole iraniane è il maggior problema che attualmente il Paese deve affrontare", dichiarando che la sua volontà era quella di trovare la via per rafforzare ulteriormente la legge e che era anche importante metter fine al fatto di mantenere il popolo all'oscuro sulle questioni governative.

### Esito delle elezioni
Le elezioni si sono svolte il 12 giugno 2009. I primi risultati hanno delineato la netta vittoria di Ahmadinejad, malgrado Musavi e altri Iraniani abbiano rifiutato di dar loro credito, sostenendo che il Ministero degli Interni, guidato da Sadegh Mahsuli, un alleato di Ahmadinejad, aveva interferito con il regolare andamento elettorale e avesse falsificato i voti per mantenere Ahmadinejad al potere. Musavi ha rivendicato la sua vittoria e ha lanciato un invito ai suoi sostenitori affinché celebrassero il risultato per lui positivo. I risultati elettorali devono essere convalidati dal Consiglio dei Guardiani: un insieme di esponenti religiosi anziani, guidato da Ali Khamenei.
A due terzi dei voti espressi scrutinati, l'Agenzia di Notizie della Repubblica islamica (IRNA), ha annunciato il 13 giugno 2009 che Mahmud Ahmadinejad aveva vinto le elezioni presidenziali grazie al 65% circa dei voti ricevuti. Mir-Hosein Musavi aveva ricevuto il 33% circa dei voti espressi e Karrubi l'1% all'incirca.

## Piattaforma

### Politica interna
Nella sua prima conferenza stampa dall'inizio del nuovo anno iraniano ( Nawrūz ) nel marzo del 2009, Musavi ha chiarito la sua proposta politica riguardo al suo eventuale governo del Paese.
Nel quadro delle sue proposte politiche figura la creazione di un libero contesto per la circolazione delle informazioni e per le modifiche da apportare al bilancio nazionale. Propugna la creazione di un autentico settore economico privato e di un sistema radio-televisivo non-governativo e bloccare le operazioni affidate alla cosiddetta "Polizia della Moralità".
Ha quindi parlato anche della sua contrarietà ai massicci rimpasti ministeriali, riferendosi a ciò che egli denuncia essere stata la pratica usuale di Ahmadinejad.
Riguardo al programma nucleare iraniano, i suoi piani includono la riduzione del suo costo, in contrasto ai progetti radicali in corso, pur sottolineando la legittimità di un progetto che a lui appare come l'espressione di un diritto nazionale.
Si è anche espresso in favore della revisione delle leggi che discriminano la donna in Iran nel caso fosse risultato vincitore della imminente competizione elettorale presidenziale. Ha altresì dichiarato che avrebbe raddrizzato la traballante moralità delle forze dell'ordine dell'Iran, assicurandosi che le donne in Iran fossero trattate con equanimità, che fruissero di parità di condizioni nel caso avessero voluto chiedere finanziamenti per le loro attività economiche e la possibilità di esprimere le loro opinioni a qualsiasi livello.
Ha chiesto il sostegno di Khatami per la sua campagna elettorale e ha accolto con favore la concorrenza dell'ex Presidente del Majles (il Parlamento), Karrubi. Musavi ha criticato la distribuzione gratis di patate alla popolazione da parte del governo, bollandola come una flagrante violazione di legge.
Musavi ha smentito di aver avanzato la propria candidatura su richiesta della Guida Suprema Khamenei, assicurando di non aver chiesto la preventiva approvazione di Khamenei. Alcune voci infatti circolavano circa il fatto che la sua candidatura fosse stata uno strumento per bloccare l'altro potenziale candidato riformista, l'ex Presidente della Repubblica Mohammad Khatami, prima che avanzasse la propria candidatura.

### Politica estera
Musavi ha apertamente sostenuto la necessità di dar corso a una politica estera che mirasse a perseguire gli interessi nazionali grazie alla riduzione delle tensioni con altre nazioni. Ciò avrebbe comportato innanzi tutto l'apertura di negoziati con il nuovo Presidente degli Stati Uniti, Barack Obama, qualora "le sue azioni fossero state coerenti con le sue parole".
Altre sue affermazioni degne di nota sono quelle pronunciate allorché ha definito un errore l'approccio di Ahmadinejad alla questione dell'Olocausto ebraico. Musavi ha condannato infatti senza mezzi termini lo sterminio degli ebrei nell'Olocausto, con parole ben diverse da quelle più volte pronunciate da Ahmadinejad.